# Голодна стіна
Голодна стіна — найбільша і добре збережена частина середньовічних укріплень Праги. Розташовується на Петршинському пагорбі, йде вгору від Повіту. Була побудована імператором Карлом IV в 3-й чверті XIV століття для розвитку району Мала Страна. Зведенням Голодної стіни Карл IV зміцнив захист Празького замку і Малої-Страни, а народу допоміг пережити голодні часи.
Оборонну стіну на Петршинському пагорбі почали будувати за наказом Карла IV в 1360 році. Високий пагорб мав вигідне стратегічне положення. Король задумав звести зубчасту стіну (Zubatá) для зміцнення підходів до столиці.
1362 рік був важким для Чехії. Трапився голодомор, роботи і продовольства не вистачало. Особливо важко доводилося бідним городянам. Карл IV, який турбувався про благо народу, придумав вихід з положення. Безліч робочих було зібрано на будівництво Зубчастої стіни. Особливих грошей для будівельників виділити не могли, але зате їх вдосталь годували. У народі будівництво стали називати «Хлібною», або «Голодною» стіною (Hladová zeď). Історики пишуть, що сам імператор кожен день приходив на Петршин. Він одягав робочий фартух і трудився разом з народом. Будівельників Карл називав своєю сім'єю.

## Галерея
|       |
| Стіна |

|                                                       |
| Празький Град з оборонною стіною за часів Рудольфа II |

## Ресурси Інтернету
- Вікісховище має мультимедійні дані за темою: Голодна стіна
- Hladová zeď [Архівовано 27 травня 2019 у Wayback Machine.] bei PragueCityLine (tschechisch), abgerufen am 27. November 2017
- Hladová zeď [Архівовано 27 травня 2019 у Wayback Machine.] bei turistika.cz (tschechisch), abgerufen am 27. November 2017